# Casa do Visconde de Guarapuava
A casa do Visconde de Guarapuava é uma construção histórica localizada no centro da cidade de Guarapuava, no estado do Paraná. Atualmente abriga o Museu Municipal Visconde de Guarapuava.

## Histórico
Não se sabe ao certo sobre sua origem, mas supõe-se que foi construída na primeira metade do século XIX. Foi a residência de Antonio de Sá Camargo, Visconde de Guarapuava, ilustre nome da vida pública paranaense, nascido em 1807 na cidade de Palmeira e falecido nessa casa no ano de 1896. Fazendeiro abastado, contribuiu para o desenvolvimento da região, auxiliando empresas pioneiras de navegação do Rio Iguaçu, além de fundar instituições sociais e culturais em Guarapuava e Curitiba. Pelos serviços prestados ao Paraná, pelos cargos públicos exercidos e pelo apoio financeiro e político dado ao governo imperial durante a Guerra do Paraguai, foi agraciado com o título de barão e, mais tarde, com o de visconde.

## Arquitetura
Trata-se de uma edificação modesta implantada à frente do terreno e de características luso-brasileiras: paredes de alvenaria de pedra e cobertura em telhas canal com “beira seveira” na fachada principal. Os vãos de portas e janelas possuem algumas vergas retas, e outras de arco abatido. Atrás da casa existem as ruínas de parede de alvenaria de pedra de antigo anexo, de finalidade desconhecida.